# 香港聖公會總議會
香港聖公會教省總議會是香港聖公會教省最高決策組織，由主教院、聖品院及平信徒院組成。主教院由所有主教組成，聖品院及平信徒院，分別由各教區議會內的聖品及平信徒代表選出。總議會通過的提案可影響教省未來的發展，故總議會的舉行是教省大事。主席由香港聖公會大主教主理。教省總議會會議通常每三年舉行一次。

## 组织结构
總議會是由：
- 主教院：大主教、教區主教、傳道教區主教和助理主教組成；
- 聖品院：每個教區選出六位成員及澳門傳道地區選出一位成員組成（2019年第八屆總議會開始:只要獲執照在香港聖公會服務滿三年之聖

品人組成）；
- 平信徒院：每個教區選出十五位平信徒代表及澳門傳道地區選出兩位平信徒代表組成（2019年第八屆總議會開始:每個教區及澳門傳道地區各選出三十位平信徒代表組成）。

## 專責委員會
總議會屬下設多個不同專責委員會，分掌各項事工，共同侍奉，榮主愛人。
- 憲章規例專責委員會
- 教育專責委員會
- 宣教專責委員會
- 社會服務專責委員會
- 常備專責委員會
- 神學教育專責委員會
- 財政議事會
- 聖品考核專責委員會
- 禮儀專責委員會
- 牧養專責委員會

## 總議會會議

### 第九屆總議會會議（2022年6月12至16日以視像形式在Zoom平台舉行）
- 決議案：共8條
- 常備委員會動議：通過特別決議，認可總議會可以透過Zoom平台召開會議
- 牧養專責委員會動議:「凡欲在本教省之教堂舉行婚姻聖禮或婚姻祝福禮之人士，必須接受教省或其所屬教區/傳道地區認可之婚姻輔導。」
- 香港島教區動議：總議會「啟動程序修訂香港聖公會規例26條內有關牧區議會之周年選舉，由現時每年舉行，更改為每兩年舉行，而牧區議會議員的任期由一年改為兩年。」
- 憲章規例專責委員會動議：修訂《規例》六有關「總議會會議」的條文
- 憲章規例專責委員會動議：就成立傳道教區事宜修訂《憲章》與《規例》相關條文，例如在《規例》新增條文「傳道教區主教須由總議會依據主教院的推薦委任。在傳道教區成立後而未委任傳道教區主教前，大主教或一位由他提名的教區主教須署任傳道教區主教。」
- 憲章規例專責委員會動議：修訂《規例》廿六有關「牧區註冊教友」與「牧區議會會議」項目的部分條文

### 第八屆總議會會議（2019年6月23日至27日在聖雅各堂舉行）
- 決議案：共4條
- 禮儀專責委員會提案：修訂現行教會年曆
- 憲章規例專責委員會三條提案：有關修訂《香港聖公會規例》中教區主教的選舉辦法

### 第七屆總議會會議（2016年6月5日至9日在聖雅各堂舉行）
- 決議案：共24條（23條條提案獲通過）
- 常備委員會提案：《香港聖公會教會政策文件》
- 常備委員會提案：涉及修訂憲章規例條文中英語文引致的譯文差異，以及因應時代需要對教省體制條文的增修
- 禮儀專責委員會：要求總議會接納《婚姻禮文第二式》（中、英文版）、《婚姻禮文第四式—婚姻祝福禮》（中文版）為教省認可之禮文；以及接納《婚姻禮文第三式（已領洗與未領洗者婚禮適用）》（中文版試用本）；《喪禮禮文第二式》（中文版試用本）；將臨期、聖誕期、顯現期、大齋首日、聖周及復活前夕之禮文中文版試用本；以及《入門聖事第一式》、《入門聖事第二式》、《入門聖事第三式》及《入門聖事第四式》的中文版試用本，作為教省認可之試用禮文，直至第八屆總議會會期終結為止。
- 香港島教區教區議會動議：要求「總議會檢視香港聖公會現行之架構、憲章規例、傳道區的制度及聖品聘任制度，並進行研究；制訂相關善用教會資源的政策，促進教會健康發展。」

## 外部連結
- 香港聖公會教省架構 （页面存档备份，存于）
- 教省的憲章及規例 （页面存档备份，存于） - 香港聖公會條例 第1157章 第5條
- 教省的總議會 （页面存档备份，存于） - 香港聖公會條例 第1157章 第8條
- 總議會的常備委員會 （页面存档备份，存于） - 香港聖公會條例 第1157章 第9條